# A군 신경섬유
A군 신경 섬유(group A nerve fibe)는 조지프 얼랭어와 허버트 스펜서 개서가 일반적으로 분류한 세 가지 종류의 신경 섬유 중 하나이다. 다른 두 종류는 B군 신경 섬유와 C군 신경 섬유이다. 그룹 A는 수초가 많이 존재하고, 그룹 B는 중간 정도의 수초가 있으며, 그룹 C는 수초가 없다.
다른 분류는 유형 Ia 및 유형 Ib, 유형 II, 유형 III 및 유형 IV 감각 섬유라는 용어를 사용하는 감각 그룹이다.

## 같이 보기
- 알파 운동 신경세포
- 베타 운동 신경세포
- 감마 운동 신경세포
- 근방추 (근육방추)
- 방추속근육세포 (방추내근섬유)
- 방추밖근육세포 (방추외근섬유)
- 운동 단위
- Ia형 감각 신경섬유
- II형 감각 신경섬유
- B군 신경섬유
- C군 신경섬유